# Kamov

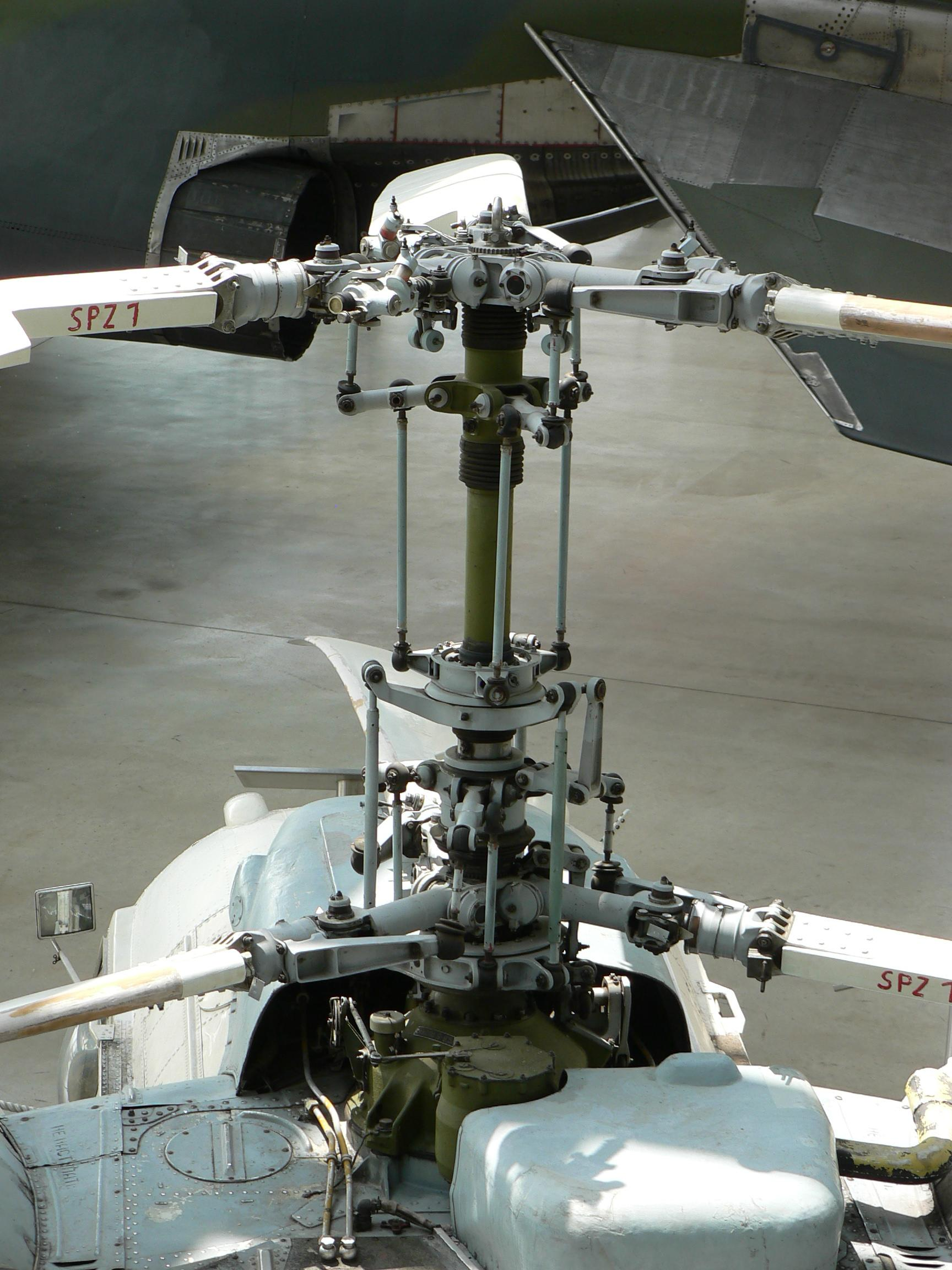
Rotor principal typique des appareils Kamov (ici celui du Kamov Ka-26)

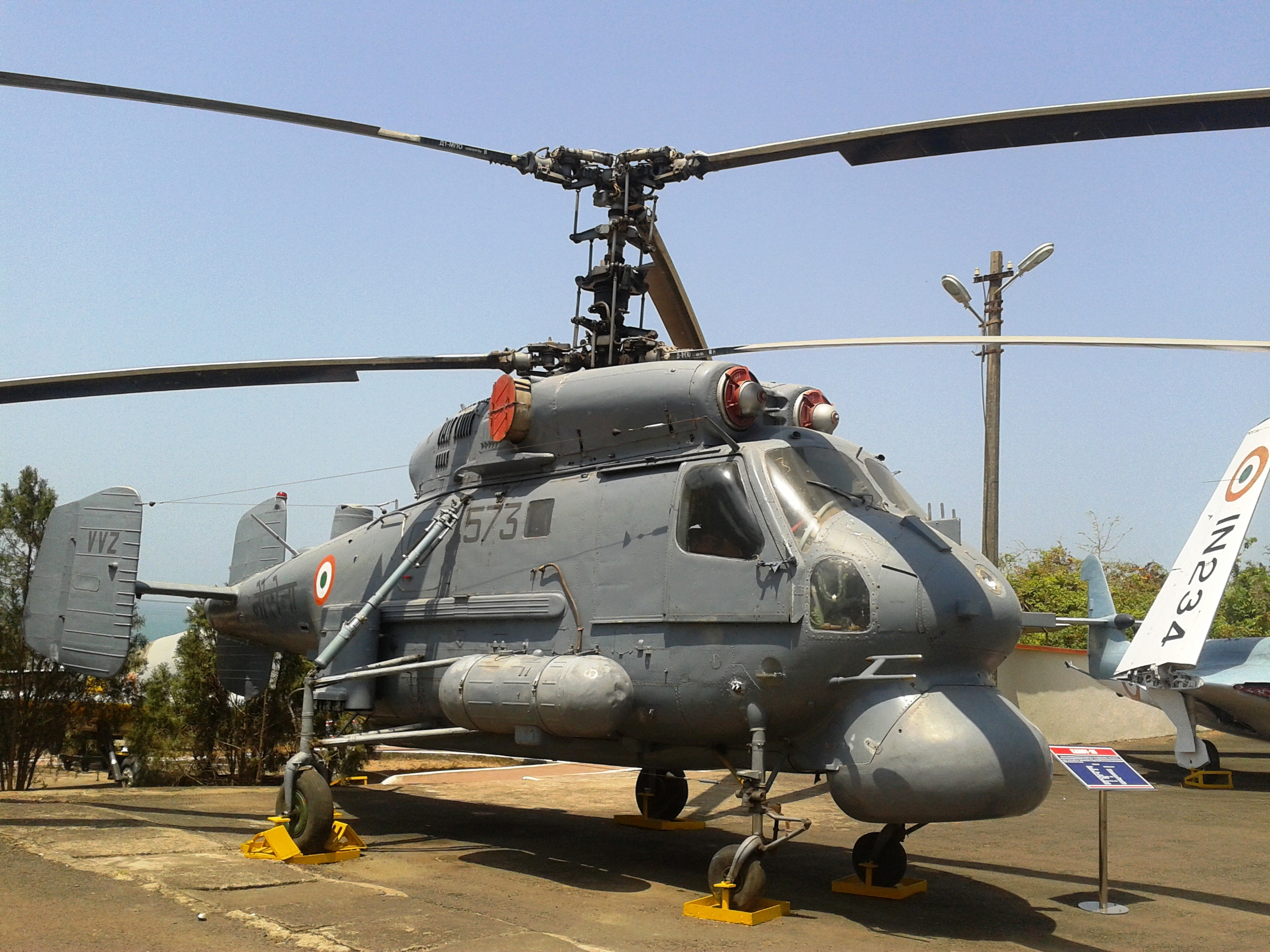
Kamov Ka-25 premier hélicoptère militaire opérationnel développé par Kamov (ici un exemplaire en service dans la marine indienne).

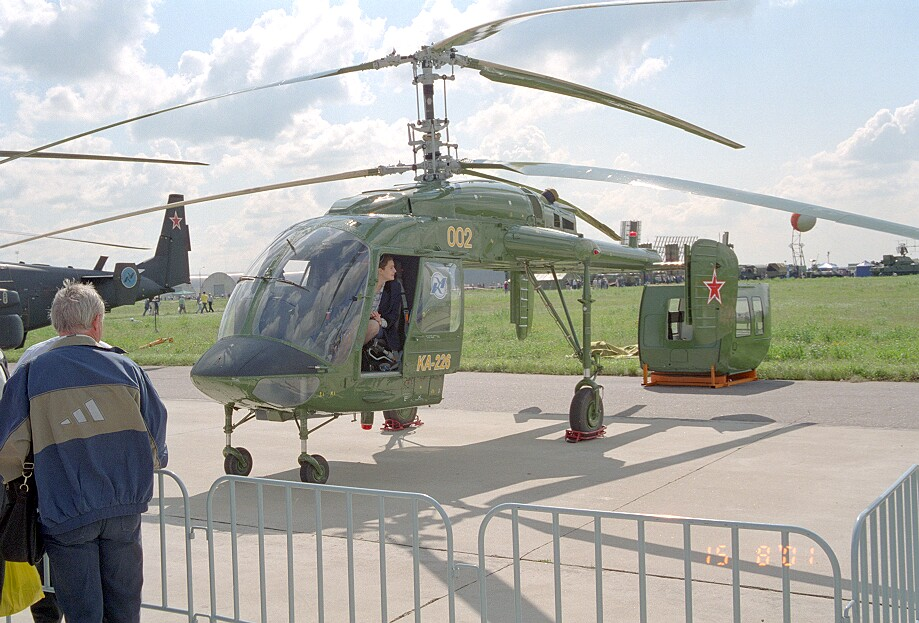
Ka-226

Kamov (en russe Камов) est un des deux principaux constructeurs russes d'hélicoptères. Son origine remonte à 1948 lorsque l'ingénieur aérospatial Nikolaï Kamov crée le bureau d'études OKB-938 (en russe Особое Конструкторское Бюро-938) dans la banlieue de Moscou. Kamov fait partie depuis 2007 de la holding Hélicoptères de Russie qui regroupe l'ensemble des entreprises russes intervenant dans la production d'hélicoptères.
Kamov conçoit et fabrique des hélicoptères civils et militaires dont la caractéristique principale est le recours à des rotors contrarotatifs coaxiaux qui permettent de faire l'économie d'un rotor anticouple. Le constructeur dont le siège se trouve dans la banlieue de Moscou dispose de deux sites de production près de Vladivostok et en république de Bachkirie Les principaux modèles produits sont les hélicoptères militaires anti-sous-marins Ka-27, d'attaque Ka-52 et multi-rôle Ka-226 ainsi que les hélicoptères à usage civil Ka-32 et Ka-62 (de).

## Historique
Nikolaï Kamov réalise en 1930, en collaboration avec N.A. Skrjinsky, le premier autogire soviétique. Il développe ensuite une série d'autogires. Conscient que l'intérêt pour les autogires est très limité, Kamov entreprend d'étudier l'hélicoptère. Son choix se fixe sur la formule des rotors coaxiaux et il dessine une première machine, monoplace à deux rotors tripales qui est baptisée Ka-8 (en). Le premier vol a lieu en 1947 et sa mise au point est difficile. En 1948, le Ka-8 vole correctement et Kamov prend alors la tête du bureau d'études (OKB) 938 créé pour explorer ce nouveau domaine. Ce bureau d'études sera à l'origine de toute une série d'hélicoptères qui feront de Kamov le deuxième grand constructeur soviétique d'hélicoptères après Mil. Les appareils Kamov, tous de formule birotor coaxial à l'exception du Ka-60/Ka-62 (de), relèvent jusqu'aux années quatre-vingt de deux grandes catégories:
- une famille d'appareils à usage civil et en particulier agricole : Ka-15, Ka-18 (en), Ka-26, Ka-126 (en), Ka-226
- des appareils militaires avec en particulier une utilisation dans le domaine naval : Ka-20 (en), Ka-25, Ka-27, Ka-29, Ka-32.

Dans les années 1980, Kamov lance le développement de deux appareils nouveaux, le Ka-50 et le Ka-60. Nikolaï Kamov décède en novembre 1973. Sergueï Viktorovitch Mikheïev le remplace comme « constructeur général ». L'URSS disparaît et la Russie la remplace. Les temps deviennent difficiles. L'ancienne structure soviétique n'est pas adaptée à une économie de marché. Il en résulte une période de vaches maigres. Ce n'est qu'en 2006 que les choses se remettent en marche avec la création d'un holding Oboronprom chargé de rationaliser l'industrie de l'hélicoptère russe. La transformation n'est pas encore achevée mais le gouvernement russe soutient cette évolution par des commandes de série et des aides.

## Système de rotors contrarotatifs
La production de Kamov se caractérise par l'utilisation quasi systématique de rotors contrarotatifs. Cette configuration de rotors permet une force de sustentation appréciable pour un diamètre rotor moins encombrant que les architectures plus classiques à rotor anticouple. La longueur générale du fuselage peut aussi être plus compacte car la queue n'a pas besoin d'être aussi longue. Ainsi un Kamov Ka-32 de 4 500 ch a une capacité de levage de l’ordre de 5 tonnes pour un diamètre de rotors comparable à celui d'un hélicoptère classique de une à deux tonnes. Cette particularité est évidemment intéressante pour les opérations en mer à bord des navires, et pour les déposes en zones exiguës. Les hélicoptères système Kamov font preuve d’une très bonne stabilité, mais les publications russes vantent aussi « un pilote automatique particulièrement performant ».
Le système de rotors contrarotatifs coaxiaux présente cependant plusieurs inconvénients. Le principal est la complexité des commandes de variation de pas et des articulations des pales. Mais surtout, l’encombrement vertical de ce type d’hélicoptère est pénalisant, ce qui limite la possibilité de les abriter dans les hangars qui ne sont pas spécifiquement prévus pour les accueillir. Le haut du mât rotor d’un Ka-32 se situe ainsi à 5,40 mètres au-dessus du sol. Contrairement à certaines croyances l'atterrissage en autorotation (moteurs coupés) est possible, même si le contrôle de l’hélicoptère présente des particularités dans cette configuration. En situation normale, l’axe de lacet (pivotement de droite et de gauche autour de l’axe vertical) se commande en agissant sur le palonnier de manière classique, ce qui provoque la différenciation du pas général entre les deux rotors. Si les moteurs sont coupés, l’absence de couple impose de faire appel aux gouvernes aérodynamiques de queue pour contrôler le lacet. Ces dernières sont contrôlées également par le palonnier, en agissant sur l’extrémité des pédales.

## Établissements
Le siège et le bureau d'études Kamov se trouvent à trouve à Lioubertsy dans la banlieue sud-est de Moscou. Kamov dispose de deux sites de production :
- À Koumertaou, dans la république de Bachkirie, au sud de la Russie, la société de production aéronautique Kumertaou produit les modèles Ka-32, Ka-226, Ka-27 et Ka-31[5]
- À Arseniev, près de Vladivostok, dans l'Extrême-Orient russe, la Société aérospatiale Progress Arseniev construit l'hélicoptère d'attaque Ka-52 et l'hélicoptère civil de moyen tonnage Ka-62[4].

## Engins développés

### Hélicoptères militaires

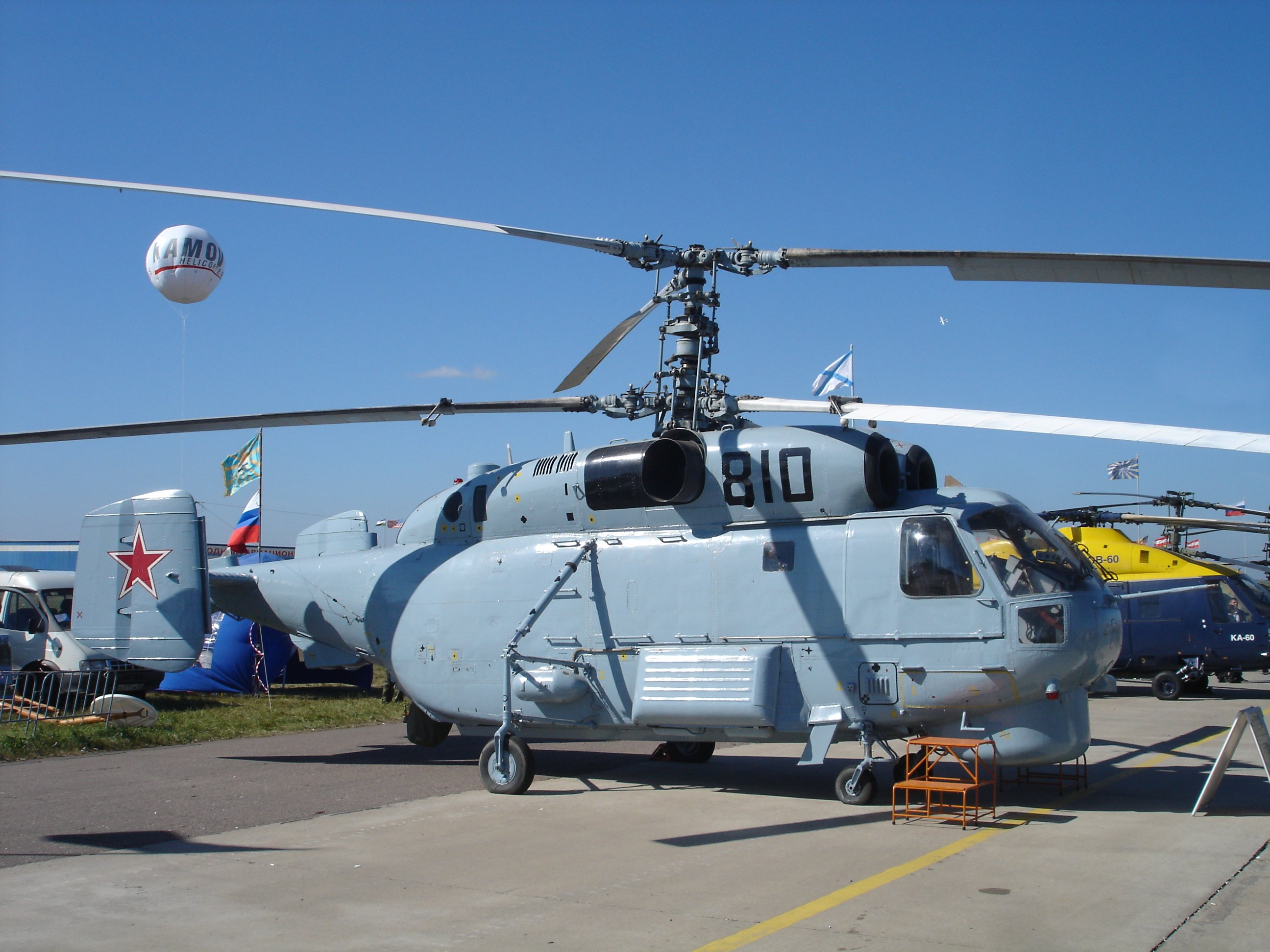
Ka-27

- Kamov Ka-20 (en) - Nom de code OTAN : Harp. Prototype du KA-25. Hélicoptère bi-turbine pour la lutte contre les sous-marins
- Kamov Ka-25 - Hélicoptère bi-turbine pour la lutte contre les sous-marins (1965–1977)
- Kamov Ka-27 - Nom de code OTAN : Helix A+D. Hélicoptère bi-turbine pour la lutte contre les sous-marins (1981-)
- Kamov Ka-29 - Nom de code OTAN : Helix-B. Hélicoptère d'assaut dérivé du Ka-27
- Kamov Ka-28 - Nom de code OTAN : Helix. Version export moins performante du Ka-27
- Kamov Ka-31 - Nom de code OTAN : Helix. Hélicoptère équipé d'un système de détection et de commandement aéroporté
- Kamov Ka-226 - Hélicoptère léger multi-rôles. Version remotorisée du Ka-26 (1997-)
- Kamov Ka-50 - Nom de code OTAN : Hokum. Hélicoptère d'attaque monoplace (1982-)
- Kamov Ka-52 - Nom de code OTAN : Hokum-B. Version biplace du Ka-50
- Kamov Ka-60 Kasatka hélicoptère de reconnaissance et de transport de moyenne capacité (1998)

hélicoptères militaires
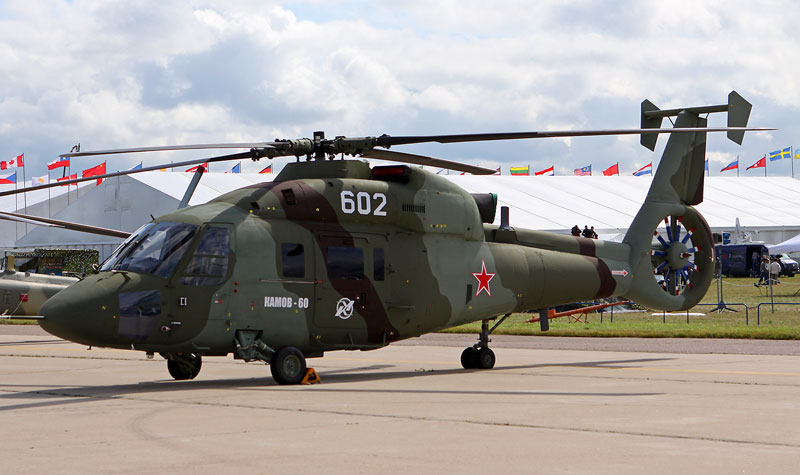
Ka-60
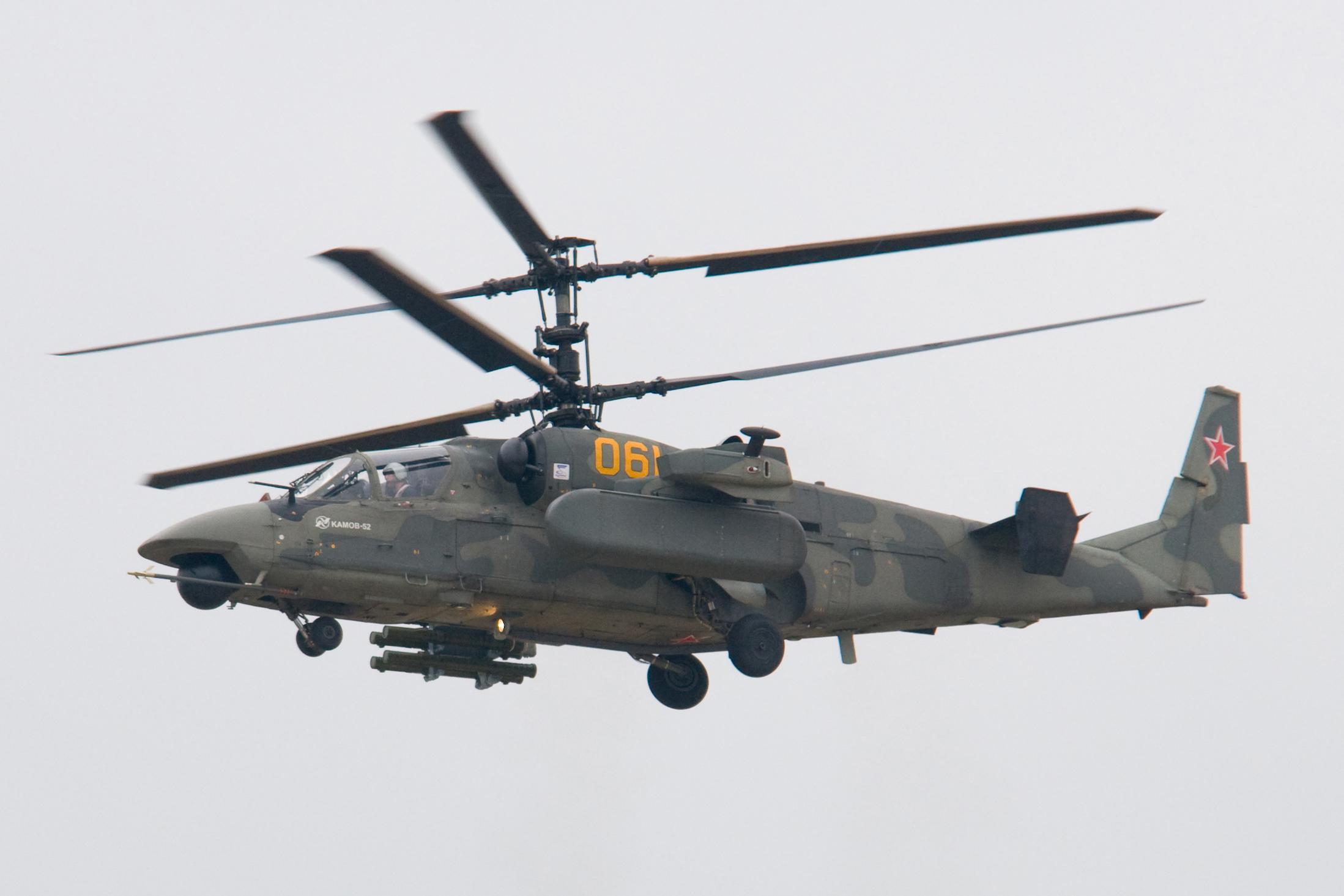
Ka-52 en vol hélicoptère d'attaque biplace
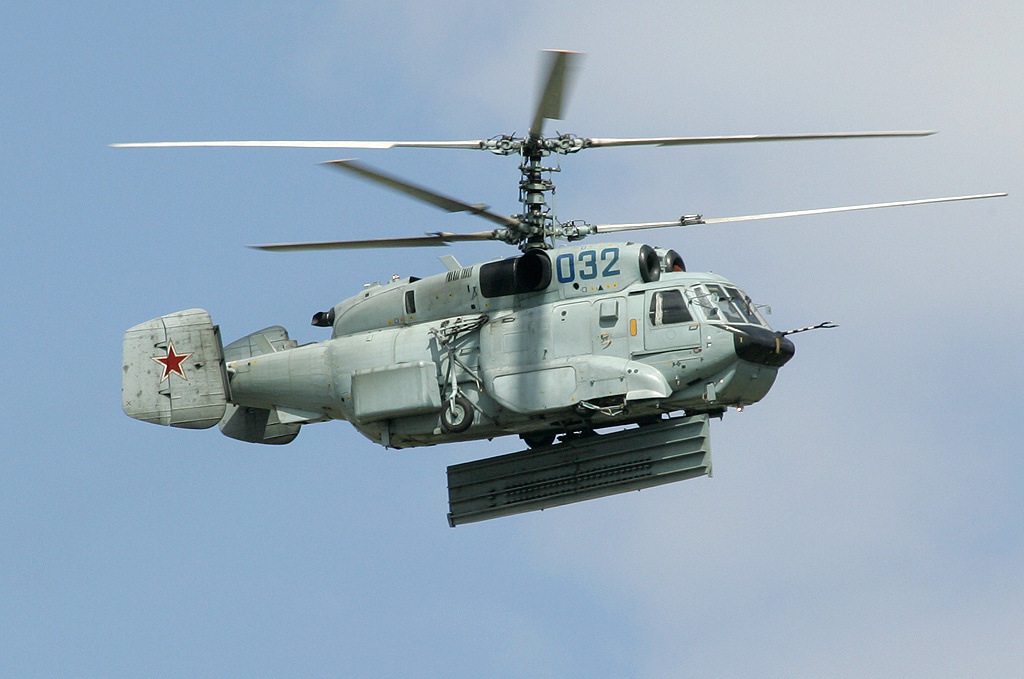
Ka-31

### Hélicoptères civils

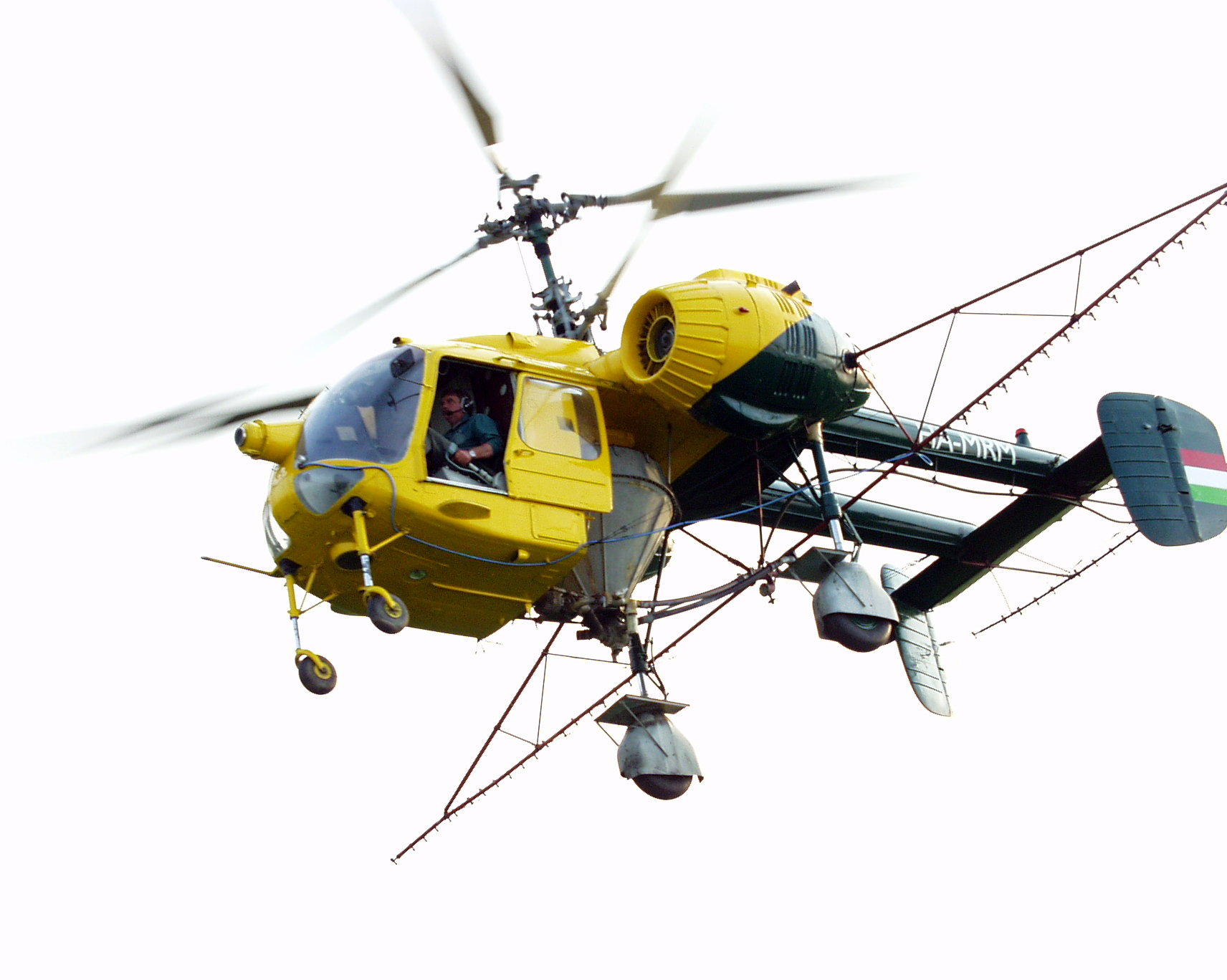
Ka-26.

- Kamov Ka-8 (en) - Hélicoptère monoplace précurseur du Ka-10 (premier vol : 1947)
- Kamov Ka-10 - Nom de code OTAN : Hat : Hélicoptère monoplace resté expérimental (1949)
- Kamov Ka-15 - Nom de code OTAN : Hen : Hélicoptère biplace polyvalent. Première production en série de Kamov (1953). Utilisé notamment pour des besoins civils (agriculture, pêche)
- Kamov Ka-18 (en) - Nom de code OTAN : Hog. Version quadriplace du Ka-15
- Kamov Ka-26 - Nom de code OTAN : Hoodlum. Hélicoptère biturbine polyvalent (1969-1985)
- Kamov Ka-126 (en)? Version mono turbine du Ka-26 	(1989-1991)
- Kamov Ka-32 - Version civile du Ka-27
- Kamov Ka-62 version civile du Ka-60
- Kamov Ka-115 (en) Appareil mono-turbine léger multi-usages (1999-)

hélicoptères civils
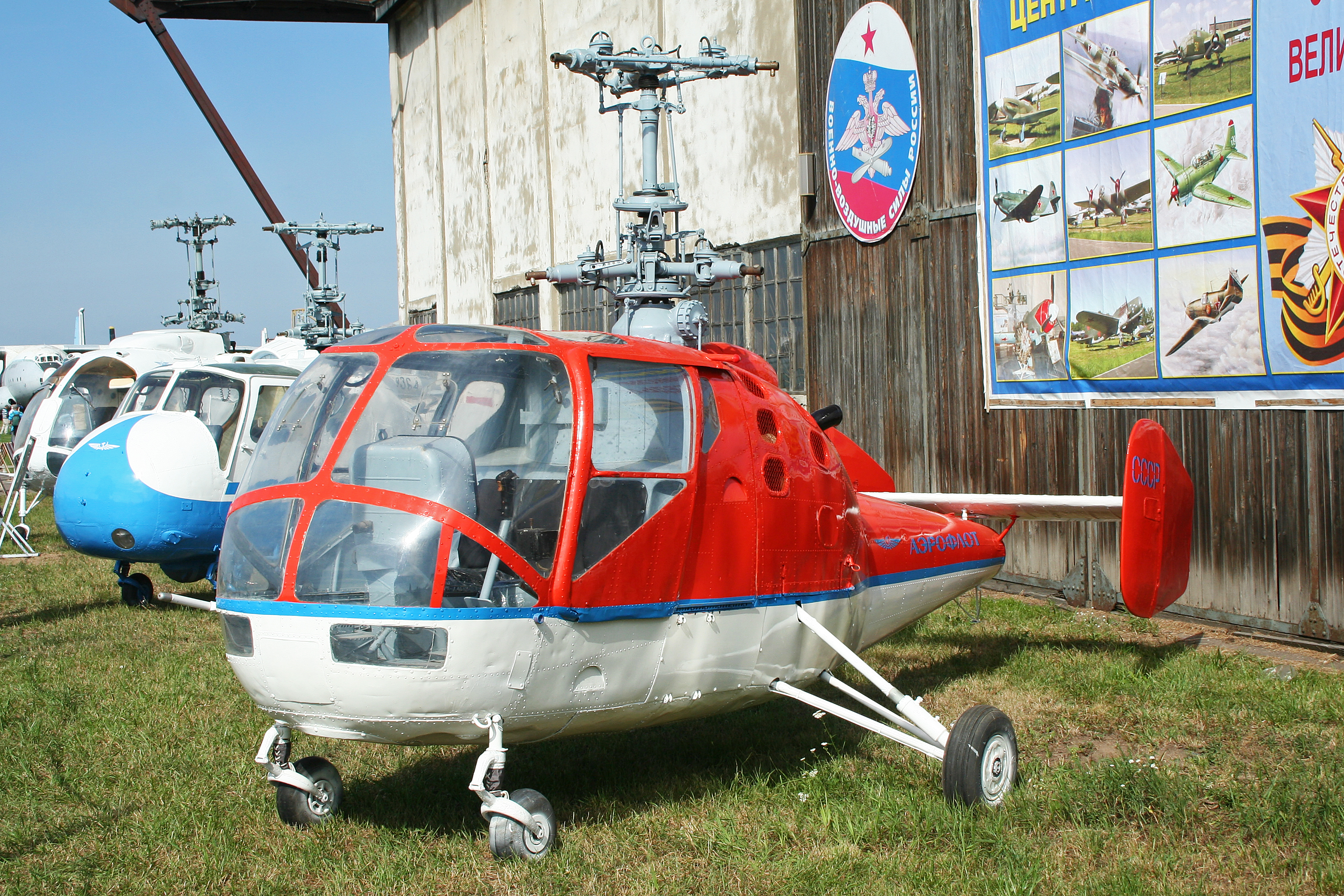
Kamov Ka-15
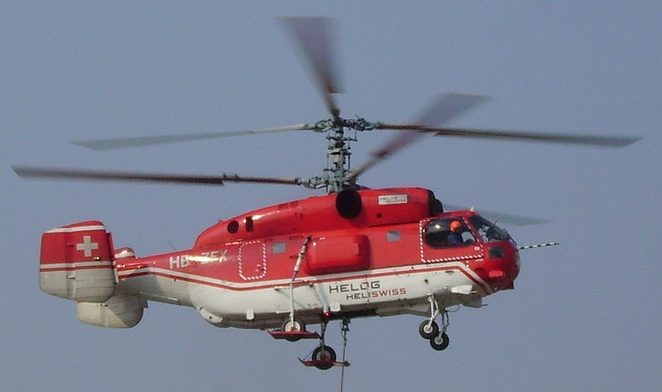
Kamov Ka-32 de la compagnie suisse Heliswiss
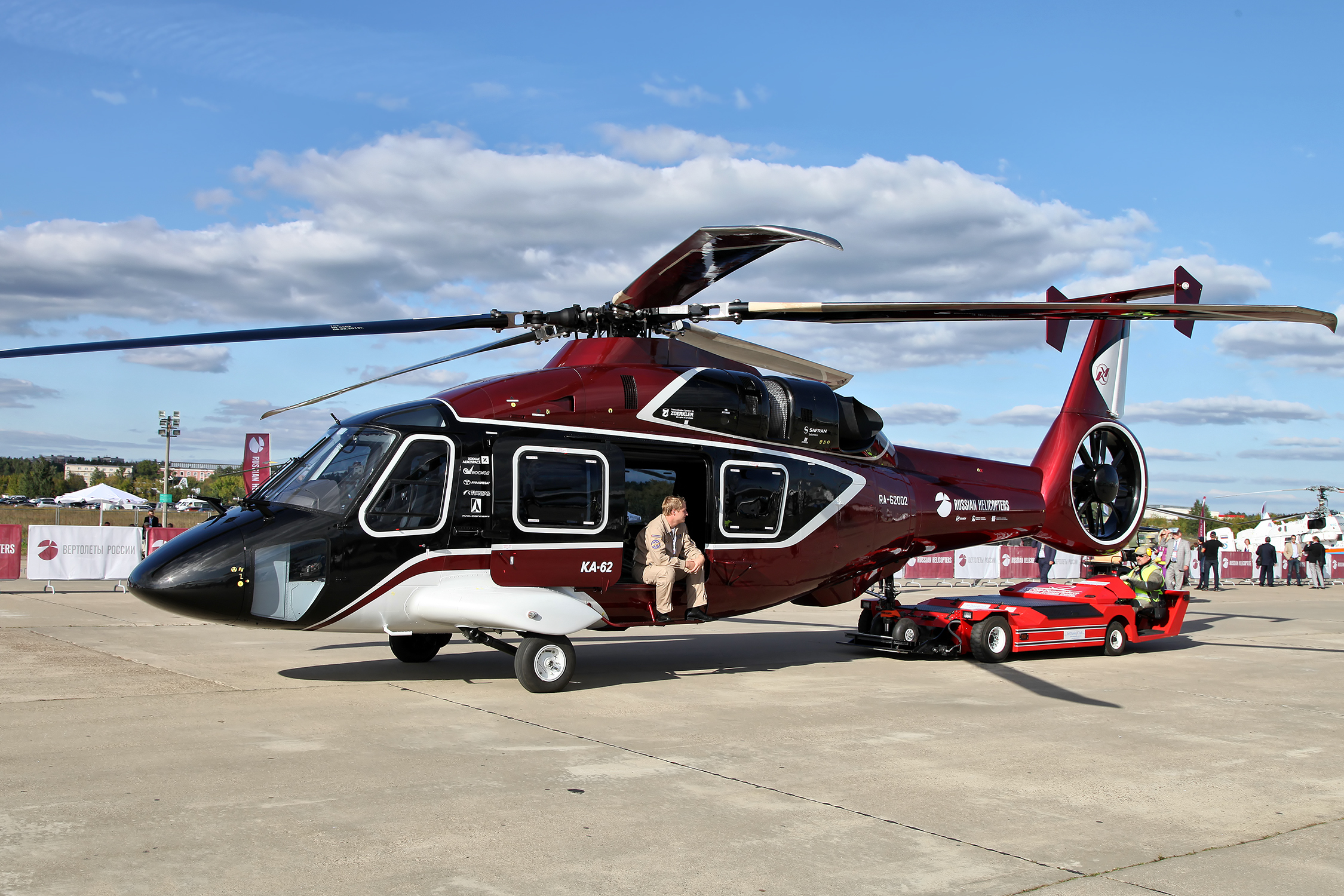
Ka-62 durant le salon aérien de Moscou MAKS 2012.

### Divers

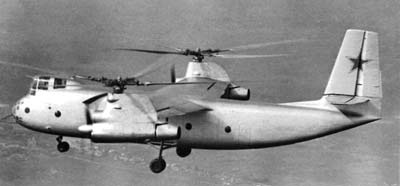
Kamov Ka-22

- Kamov Ka-22 Wintokryl - Nom de code OTAN : Hoop. Engin expérimental a voilures tournantes et aile fixe (1960)
- Kamov Ka-37 (en) - Drone à usage civil (1993)
- Ka-137 Drone de reconnaissance